# Kuwait Petroleum Corporation
Kuwait Petroleum Corporation (KPC) è la compagnia petrolifera nazionale del Kuwait, con sede nella capitale Al Kuwait. È stata fondata nel 1980 integrando KOC (Kuwait Oil Company), KNPC (Kuwait National Petroleum Company), KOTC (Kuwait Oil Tanker Company) e PIC (Petrochemicals Industries Company).
È controllata direttamente dal governo del Kuwait. In molti Paesi la società vende i propri prodotti attraverso la Kuwait Petroleum International (KPI) con il marchio Q8. La compagnia affonda le proprie radici nel deserto del Kuwait, Paese del Golfo Persico che, grazie ai suoi cospicui giacimenti di greggio, si colloca al terzo posto nel mondo per riserve accertate.

## Storia
La Kuwait Oil Company (KOC, attualmente filiale di KPC) fu creata nel 1934 da una partnership tra l'Anglo-Persian Oil Company e la Gulf Oil Corporation, oggi rispettivamente BP e marchio del gruppo Chevron. La KOC operò in Kuwait come una concessione petrolifera rilasciata dall'emiro, fino al 1975, quando si approvò la definitiva nazionalizzazione dell'azienda. Da allora si crearono varie società per la trasformazione e commercializzazione del petrolio e nel 1980 si crea la KPC come una holding di gruppo che ingloba tutte le imprese collegate al settore degli idrocarburi in Kuwait. KPC e le sue filiali sono di proprietà integrale del governo del Kuwait. La Kuwait fu il primo produttore dell'OPEC a sviluppare una propria rete di vendita al dettaglio, basandosi sulla preesistente rete acquistata dalla Gulf.

## Compagnie del Gruppo
Le compagnie del gruppo KPC sono:
- Kuwait Oil Company (KOC)

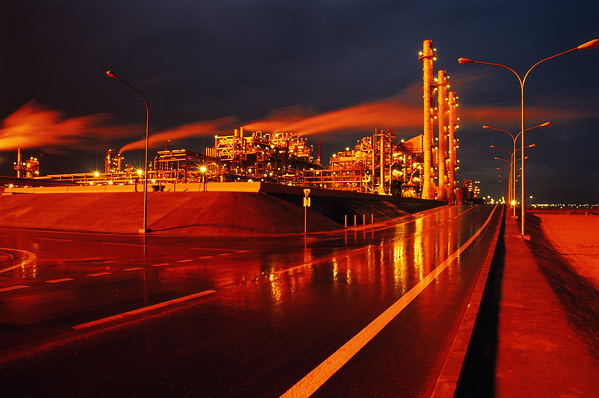
Una raffineria a Mina-Al-Ahmadi, Kuwait

- Kuwait National Petroleum Company (KNPC)
- Petrochemicals Industries Company (PIC)
- Kuwait Oil Tanker Company (KOTC)
- Kuwait Aviation Fueling Company (KAFCO)
- Kuwait Foreign Petroleum Exploration Company (KUFPEC)
- Kuwait Petroleum International (KPI)
- Santa Fe International Corporation (SFIC)
- Kuwait Gulf Oil Company (KGOC)
- Oil Sector Services Company
- Kuwait Petroleum Italia (KUPIT)
- K-Dow Petrochemicals
- Conqord Oil